# Maxithlon
Maxithlon es un juego en línea gratuito en el cual debes administrar tu propio club de atletismo. Actualmente cuenta con más de 5000 usuarios registrados desde más de 40 países de todo el mundo y traducido a 25 idiomas. En este juego debes competir por ser el club más fuerte, compitiendo en tu liga local y copas regionales, nacionales y mundiales. También contar con los mejores atletas y participar de los individuales regionales, nacionales, continentales y mundiales, así como también los Juegos Olímpicos. Además, abonando una cuota temporal, puedes convertirte en Maxitrainer que no supone ninguna ventaja por sobre los demás usuarios, pero tienes más características que hacen más divertido el juego (caras de los atletas, logos del club, estadísticas, entre otros).

## Modo de juego
Una vez inscrito en el juego, se te asignará un club, en el cual dispondrás de 44 atletas (de un máximo de 60), un estadio y dinero para administrar tu equipo. También serás asignado en la división más baja de la liga de tu país, donde deberás abrirte paso hacia la Liga de Oro. Los atletas y entrenadores tienen un sueldo que les tienes que pagar, y los atletas podrán tener un patrocinador propio, que beneficiará al económicamente al club. Irás ganando más dinero a medida que vayas sacando mejores resultados debido al entrenamiento. Al tener más dinero podrás fichar a atletas con mejores condiciones y tener cada vez más un mejor club.

## Maxitrainer
Al activar este servicio, no tendrás ventajas directas, pero sí acceso a muchas más funciones que las normales que harán más entretenido el juego. Con el Maxitrainer podrás tener acceso a estas mejoras, entre otras:
- Mejora de los gráficos del juego (Caras de los atletas, imágenes de los estadios)
- Mejoras en la página de tu club (Creación de un logo, contador de visitas, colores, tabla de premios)
- Mejora de las relaciones públicas (Anuncios de prensa, creación de federaciones comunitarias)
- Simplificación del manejo del equipo (Marcadores, bloc de notas, desarrollo de los atletas, estadísticas)
- Eliminación de la publicidad

## Países participantes

### Europa
| - Alemania - Austria - Bélgica - Bielorrusia3 - Bosnia y Herzegovina - Bulgaria - Chipre - Croacia - Dinamarca - Eslovaquia - Eslovenia - España - Estonia | - Finlandia - Francia - Grecia - Hungría - Irlanda1 - Islandia - Israel2 - Italia - Letonia - Lituania - Luxemburgo3 - Noruega - Países Bajos | - Polonia - Portugal - Reino Unido - República Checa - Macedonia del Norte3 - Rumania - Rusia - Serbia - Suecia - Suiza - Turquía - Ucrania |

### América
| - Argentina - Bahamas3 - Barbados3 - Brasil - Canadá - Chile | - Colombia - Costa Rica3 - Ecuador3 - El Salvador - Estados Unidos | - Jamaica3 - México - Perú - Uruguay - Venezuela |

### Asia-Pacífico-África
| - Argelia3 - Australia - China - Egipto3 - Filipinas2 | - India - Indonesia - Japón2 - Malasia2 - Marruecos3 | - Nigeria3 - Nueva Zelanda - Singapur3 - Sudáfrica1 |

1: Países nuevos en la temporada 25.
2: Países nuevos en la temporada 31.
3: Países nuevos en la temporada 35.

## Pruebas de atletismo
| Velocidad                                                | Media distancia                | Larga distancia        | Marcha            | Saltos                               | Lanzamientos                 | Relevos             |
| -------------------------------------------------------- | ------------------------------ | ---------------------- | ----------------- | ------------------------------------ | ---------------------------- | ------------------- |
| 100 m 200 m 400 m 100 m vallas 110 m vallas 400 m vallas | 800 m 1500 m 3000 m obstáculos | 5000 m 10000 m Maratón | 10 km 20 km 50 km | Longitud Triple salto Altura Pértiga | Peso Disco Martillo Jabalina | 4 × 100 m 4 × 400 m |

## Categorías
- Junior (14 - 17 años)
- Senior (18 - 34 años)
- Master (35 y más años)

## Campeonatos

### Campeonatos Individuales
- Campeonato Regional Individual
- Campeonato Nacional Individual
- Campeonato Continental Junior
- Campeonato Continental Sub 21
- Campeonato Continental Senior
- Campeonato Continental Master
- Campeonato Mundial Junior
- Campeonato Mundial Sub 21
- Campeonato Mundial Senior
- Campeonato Mundial Master
- Juegos Olímpicos

### Campeonatos por clubes
- Campeonato Regional de Clubes
- Campeonato Nacional de Clubes
- Liga Nacional
- Campeonato Internacional de Clubes

## Campeonato Internacional de Clubes
El Campeonato Internacional de Clubes nació en la temporada 25, donde se busca el club más fuerte del mundo. Para participar en dicho certamen, el club debe ganar la Liga de Oro, o bien el Campeonato Nacional de Clubes.

### Resultados
| Temporada | Estadio                  | Región, País                  | Campeón                                 | Subcampeón                              | Tercero                         |
| --------- | ------------------------ | ----------------------------- | --------------------------------------- | --------------------------------------- | ------------------------------- |
| 60        | barbastadio              | Emilia-Romagna, Italia        |                                         |                                         |                                 |
| 59        | Stadion im. Zapomnianych | Warmińsko-Mazurskie, Polonia  | Athletic Passion                        | Associazione sportiva "Viva l'atletica" | De Tapes                        |
| 58        | Il Campo                 | Lombardía, Italia             | Associazione sportiva "Viva l'atletica" | Txuario                                 | 4pini                           |
| 57        | Renato Rocchetti         | Piamonte, Italia              | MotorGelbforst                          | Associazione sportiva "Viva l'atletica" | 4pini                           |
| 56        | Giacomo Galletti         | Lombardía, Italia             | MotorGelbforst                          | De Tapes                                | 4pini                           |
| 55        | SEVERINO CITY            | Lombardía, Italia             | MotorGelbforst                          | Team 013                                | Blue Ridge Express Running Club |
| 54        | Estadio de Poniente      | Comunidad Valenciana, España  | MotorGelbforst                          | GP flucc                                | Ica                             |
| 53        | giuriati                 | Lombardía, Italia             | MotorGelbforst                          | 4pini                                   | GP flucc                        |
| 52        | PARCO                    | Lombardía, Italia             | MotorGelbforst                          | El Caim                                 | Team 013                        |
| 51        | camp                     | Castilla y León, España       | MotorGelbforst                          | Società Atletica Pellethinaikos         | Team 013                        |
| 50        | 93's Arena               | Île-de-France, Francia        | MotorGelbforst                          | 4pini                                   | Team 013                        |
| 49        | SuperLucione Borrelli    | Lazio, Italia                 | MotorGelbforst                          | Società Atletica Pellethinaikos         | sprinterteam                    |
| 48        | Giliarena                | Algarve, Portugal             | MotorGelbforst                          | Nacateam                                | Pixar Gdansk                    |
| 47        |                          | Friuli-Venecia Julia, Italia  | OSC Bernsdorf                           | Indomables                              | Nacateam                        |
| 46        | Motivate Arena           | Małopolska, Polonia           | OSC Bernsdorf                           | Apex Athletics                          | MotorGelbforst                  |
| 45        | Tommaso Mascioli         | Lombardía, Italia             | OSC Bernsdorf                           | Atletismo Castellonense                 | Indomables                      |
| 44        |                          | Silesia, Polonia              | Atletismo Castellonense                 | Associazione sportiva "Viva l'atletica" | Tus Erbse                       |
| 43        | Julen Aubin              | Campania, Italia              | Atletismo Castellonense                 | OSC Bernsdorf                           | AC MegaSpike                    |
| 42        | zenStadium               | Aquitania, Francia            | Atletismo Castellonense                 | Associazione sportiva "Viva l'atletica" | Sants                           |
| 41        | Imperiale di Rogeno      | Marcas, Italia                | Atletismo Castellonense                 | Associazione sportiva "Viva l'atletica" | Sants                           |
| 40        | Gemelllica Stadium       | Lombardía, Italia             | Atletismo Castellonense                 | Associazione sportiva "Viva l'atletica" | San Varano                      |
| 39        | Villa Litta              | Lombardía, Italia             | Atletismo Castellonense                 | AV Mythology                            | talos                           |
| 38        | A Volte Ricorrono        | Toscana, Italia               | Atletismo Castellonense                 | Houston Rockets                         | Entre Arena y Espuma            |
| 37        | Tigre Di Forli           | Emilia-Romaña, Italia         | Houston Rockets                         | El Caim                                 | Unione Sportiva Fermana         |
| 36        | Buche del Bisaccioni     | Toscana, Italia               | Entre Arena y Espuma                    | Houston Rockets                         | AV Mythology                    |
| 35        | Ciepielowice Arena       | Opole, Polonia                | Entre Arena y Espuma                    | Trambolhao A C                          | San Varano                      |
| 34        | Park przy Sezamkowej     | Mazovia, Polonia              | Entre Arena y Espuma                    | Trambolhao A C                          | Houston Rockets                 |
| 33        | loja                     | HuáZhōng, China               | Trambolhao A C                          | Entre Arena y Espuma                    | Houston Rockets                 |
| 32        | eat the leaf             | Marcas, Italia                | Entre Arena y Espuma                    | Trambolhao A C                          | ASC Sprint                      |
| 31        |                          | Valle del Cauca, Colombia     | Entre Arena y Espuma                    | Dynamo Päpste                           | Trambolhao A C                  |
| 30        | Curotti                  | Piamonte, Italia              | Indomables                              | Dynamo Päpste                           | Anannasavanna Team              |
| 29        | Giacomo Galletti         | Lombardía, Italia             | Rotten Athletic                         | Indomables                              | Dynamo Päpste                   |
| 28        | Wacheberg-Colosseum      | Sajonia, Alemania             | Rotten Athletic                         | Indomables                              | Dynamo Päpste                   |
| 27        | Bivolje Arena            | Sumadija y Pomoravlje, Serbia | Rotten Athletic                         | Dynamo Päpste                           | Sants                           |
| 26        | Olímpico                 | Lombardía, Italia             | Sants                                   | TSG Concordia Schönkirchen              | Lupus in fabula Track & Field   |
| 25        | The beer stadium         | Madrid, España                | Lupus in fabula Track & Field           | Associazione sportiva "Viva l'atletica" | SC Nord                         |